# TVP VOD
TVP VOD – polski serwis VOD należący do Telewizji Polskiej, uruchomiony w 2010 roku jako podstrona tvp.pl, na której były umieszczane produkcje TVP. Wcześniej TVP oferowała usługi w trybie wideo na życzenie od 15 stycznia 2007 roku w ramach istniejącego w latach 2005–2008 serwisu internetowego itvp.pl.
Platforma umożliwia odtwarzanie programów własnych TVP oraz licencjonowanych produkcji innych nadawców np. BBC.

## Historia platformy
W 2017 roku serwis otrzymał nową szatę graficzną. W tym czasie do platformy dołączono funkcje platformy TVP Stream. W październiku 2022 roku serwis otrzymał kolejną nową szatę graficzną, nowy interfejs użytkownika i nowe funkcje. Wprowadzono wtedy cztery płatne pakiety SVOD.
1 czerwca 2023 roku w serwisie TVP VOD został udostępniony sygnał telewizyjny 35 stacji telewizyjnych należących do TVP tj. TVP1, TVP2, TVP Info, TVP Kobieta, TVP Kultura, TVP Sport, TVP Historia, TVP ABC, TVP Dokument, TVP Nauka, TVP Polonia, TVP Rozrywka, TVP Historia 2, Alfa TVP, TVP ABC 2, TVP Kultura 2, Belsat TV, TVP World i 16 oddziałów terenowych TVP3 oraz należący do ukraińskiego nadawcy publicznego kanał Perszyj; a później 12 grudnia tego samego roku udostępniono kanały TVP Seriale i TVP HD dla subskrybentów TVP VOD+.
Jesienią 2023 roku nastąpiła integracja TVP VOD z TVP Stream, poprzednim serwisem umożliwiającym oglądanie telewizji na żywo.

## Historia logo TVP VOD
| Lata                         | Opis loga | Ilustracja |
| ---------------------------- | --- | ---------- |
| 2010 – grudzień 2012         | Ówczesne logo portalu TVP.pl, nad nim w prawym górnym rogiem niebieski napis „VOD”.                                                                                    |            |
| grudzień 2012 – 24 maja 2017 | Ówczesne logo portalu TVP.pl, pod nim szary napis „VOD”. Na stronie serwisu logo było umieszczone w jednej linii (napis „VOD” było po prawej stronie logotypu TVP.pl). |            |
| od 25 maja 2017              | Gradientowo-niebieskie logo TVP, pod nim napis „VOD”. Litera „O” stylizowana na strzałkę odtwarzania. Istnieje również wersja z logiem w jednej linii.                 |            |